# Middellandse Zeespelen
De Middellandse Zeespelen zijn een internationale sportmanifestatie. Er doen duizenden atleten aan uiteenlopende sporten mee. De Spelen worden om de vier jaar gehouden voor landen die een kust hebben aan de Middellandse Zee, en voor enkele andere landen die in de buurt van de zee liggen. Het idee voor de organisatie van zulke Spelen werd geopperd tijdens de Olympische Zomerspelen 1948, in de Britse hoofdstad Londen, door Muhammed Taher Pasha, toenmalig voorzitter van het Egyptisch Olympisch Comité. De eerste editie kwam er in 1951, in Alexandrië.

## Omschrijving
De Middellandse Zeespelen vormen de plaats voor vreedzame competitie tussen jongeren van verschillende continenten, culturen en religies, allen met elkaar verbonden door het olympisch ideaal, wat ontsproot in het Oude Griekenland, de bakermat van de hedendaagse Westerse beschaving. Via deze Spelen wordt er een kans gegeven aan de jongeren om elkaar te leren kennen, elkaar te leren begrijpen, hun banden opnieuw aan te halen en te versterken in een sfeer van joviale rivaliteit.
De Middellandse Zeespelen worden gehouden onder auspiciën van het Internationaal Olympisch Comité en het Grieks Olympisch Comité. Athene is de zetel van het ICMZ en het secretariaat-generaal van het comité is Grieks. Dit is een eerbetoon aan het land waar de Westerse cultuur is ontsproten.
Het logo van de Spelen bestaat uit drie witte ringen die Afrika, Azië en Europa voorstellen, de drie continenten die elkaar ontmoeten aan de Middellandse Zee. Het logo wordt gebruikt sinds de Spelen van Split in 1979. Tijdens de sluitingsceremonie wordt de vlag doorgegeven aan het land waar de volgende Middellandse Zeespelen worden gehouden.

## Deelnemende landen
Tijdens de Middellandse Zeespelen 2022 in Oran namen 26 landen deel. Vijf daarvan komen uit Afrika, twee uit Azië en negentien uit Europa.
| - Albanië - Algerije - Andorra - Bosnië en Herzegovina - Cyprus - Egypte - Frankrijk - Griekenland - Italië | - Kosovo - Kroatië - Libanon - Libië - Malta - Marokko - Monaco - Montenegro - Noord-Macedonië | - Portugal - San Marino - Servië - Slovenië - Spanje - Syrië - Tunesië - Turkije |

De enige landen die grenzen aan de Middellandse Zee die niet worden toegelaten tot de Spelen zijn Israël en Palestina. Een officiële reden hiervoor is er niet. Er wordt echter geclaimd dat Israël niet mag deelnemen omwille van politieke en antisemitische redenen, terwijl Palestina niet wordt toegelaten omwille van het vermijden van provocaties. De landen die wel deelnemen, ondanks niet grenzend aan de Middellandse Zee, zijn Andorra, Kosovo, Noord-Macedonië, Portugal, San Marino en Servië. Tot het uiteenvallen van het land nam ook Joegoslavië deel aan de Middellandse Zeespelen. Daarnaast namen ook de Verenigde Arabische Republiek en Servië en Montenegro gedurende hun bestaan deel aan de Spelen. Jordanië nam in 2001 deel als observerend lid.

## Edities
| Spelen | Jaar | Gaststad             | Datum                     | Landen | Sporters | Sporters | Sporters | Sporten | Onderdelen |
| Spelen | Jaar | Gaststad             | Datum                     | Landen | Totaal   | Mannen   | Vrouwen  | Sporten | Onderdelen |
| ------ | ---- | -------------------- | ------------------------- | ------ | -------- | -------- | -------- | ------- | ---------- |
| I      | 1951 | Alexandrië           | 5 - 20 oktober            | 10     | 734      | 734      | 0        | 11      | 92         |
| II     | 1955 | Barcelona            | 16 - 25 juli              | 9      | 1135     | 1135     | 0        | 19      | 102        |
| III    | 1959 | Beiroet              | 11 - 23 oktober           | 11     | 792      | 792      | 0        | 16      | 106        |
| IV     | 1963 | Napels               | 21 - 29 september         | 13     | 1057     | 1057     | 0        | 17      | 93         |
| V      | 1967 | Tunis                | 8 - 17 september          | 12     | 1249     | 1211     | 38       | 14      | 93         |
| VI     | 1971 | İzmir                | 6 - 17 oktober            | 14     | 1362     | 1235     | 127      | 16      | 134        |
| VII    | 1975 | Algiers              | 23 augustus - 6 september | 15     | 2444     | 2095     | 349      | 18      | 160        |
| VIII   | 1979 | Split                | 15 - 29 september         | 14     | 2408     | 2009     | 399      | 25      | 192        |
| IX     | 1983 | Casablanca           | 3 - 17 september          | 16     | 2191     | 1845     | 347      | 20      | 162        |
| X      | 1987 | Latakia              | 11 - 25 september         | 18     | 1996     | 1529     | 467      | 17      | 162        |
| XI     | 1991 | Athene               | 28 juni - 12 juli         | 18     | 2762     | 2176     | 586      | 23      | 217        |
| XII    | 1993 | Languedoc-Roussillon | 16 - 27 juni              | 20     | 2598     | 1994     | 604      | 25      | 217        |
| XIII   | 1997 | Bari                 | 13 - 25 juni              | 21     | 2956     | 2166     | 790      | 25      | 234        |
| XIV    | 2001 | Tunis                | 2 - 15 september          | 23     | 2991     | 1972     | 1019     | 22      | 227        |
| XV     | 2005 | Almería              | 24 juni - 3 juli          | 21     | 3203     | 2126     | 1077     | 26      | 258        |
| XVI    | 2009 | Pescara              | 25 juni - 5 juli          | 23     | 3368     | 2183     | 1085     | 26      | 243        |
| XVII   | 2013 | Mersin               | 20 - 30 juni              | 24     | 3064     | 1994     | 1070     | 26      | 264        |
| XVIII  | 2018 | Tarragona            | 22 juni - 1 juli          | 26     | 3648     | 2180     | 1468     | 29      | 246        |
| XIX    | 2022 | Oran                 | 25 juni - 6 juli          | 26     | 3390     | 2107     | 1283     | 24      | 244        |
| XX     | 2026 | Tarente              | 13 - 22 juni              |        |          |          |          |         |            |
| XXI    | 2030 | Pristina             | 24 juli - 4 augustus      |        |          |          |          |         |            |

## Sporten

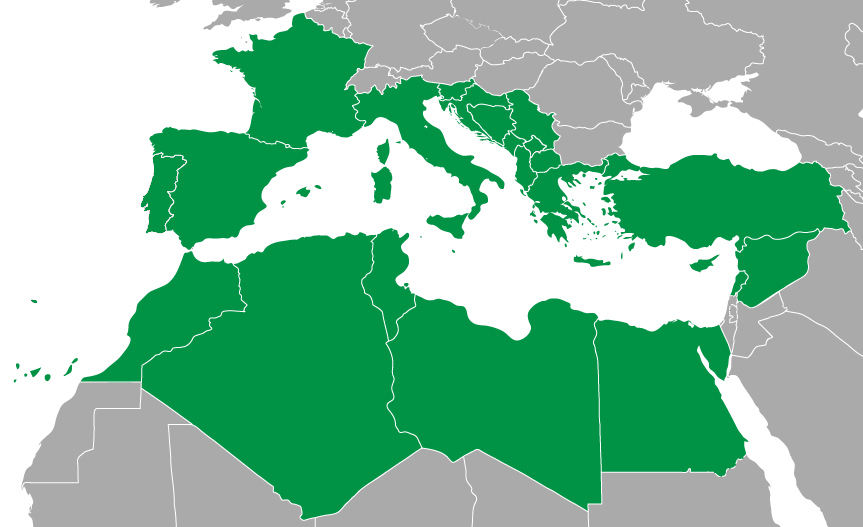
Deelnemende landen

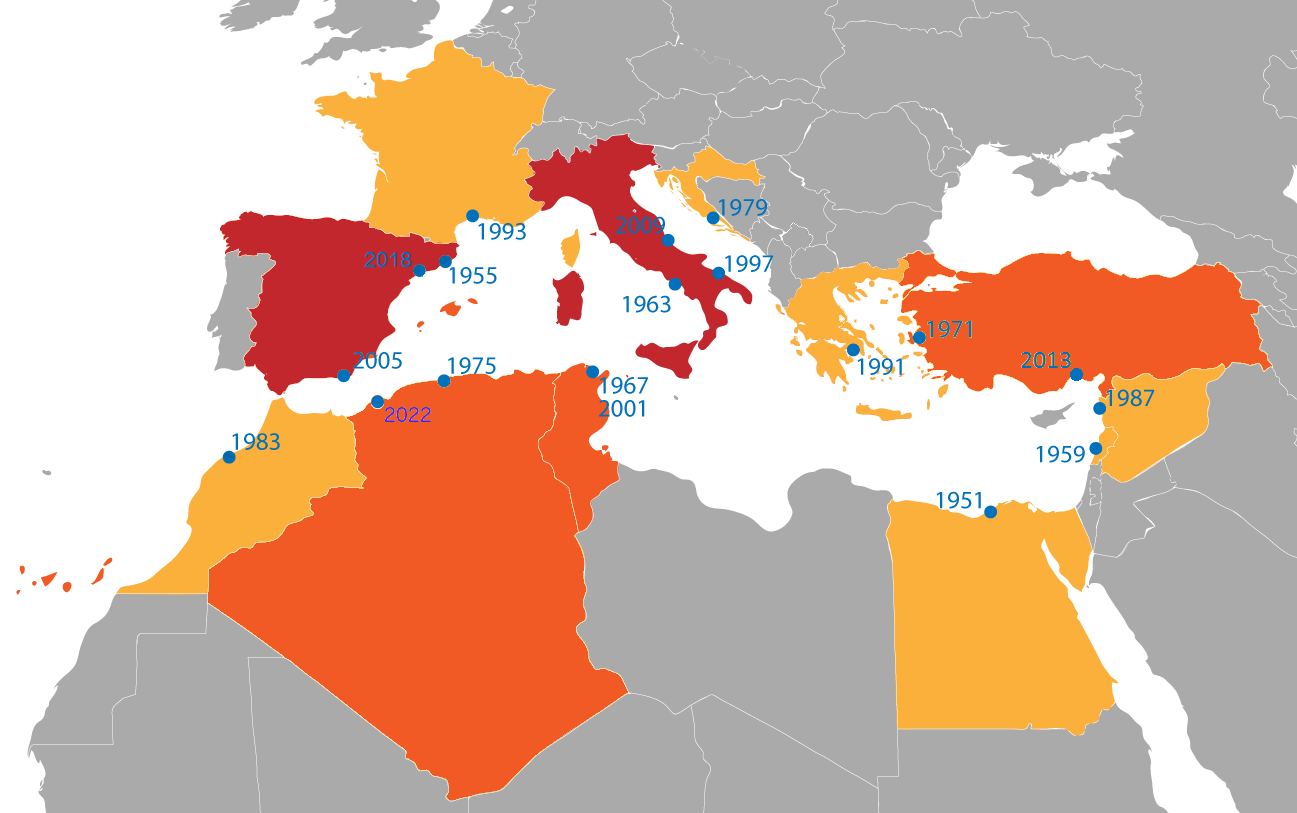
Gaststeden Middellandse Zeespelen

In 2022 stonden er 24 sporten op het programma van de Middellandse Zeespelen:
| Atletiek Badminton Basketbal Bocce Boksen Boogschieten Gewichtheffen Gymnastiek | Handbal Judo Karate Paardensport Schermen Schietsport Taekwondo Tafeltennis | Tennis Voetbal Volleybal Waterpolo Wielersport Worstelen Zeilen Zwemmen |

In het verleden stonden ook de volgende sporten op het programma van de Middellandse Zeespelen:
| Golf Kanovaren Hockey | Roeien Rugby Rolhockey | Schoonspringen Triatlon Waterskiën |

## Medaillespiegel
| Plaats | Land                           | Goud | Zilver | Brons | Totaal |
| 1      | Italië                         | 924  | 790    | 754   | 2462   |
| 2      | Frankrijk                      | 652  | 600    | 569   | 1821   |
| 3      | Turkije                        | 386  | 269    | 315   | 970    |
| 4      | Spanje                         | 345  | 474    | 569   | 1388   |
| 5      | Griekenland                    | 200  | 257    | 348   | 805    |
| 6      | Joegoslavië1                   | 199  | 177    | 182   | 558    |
| 7      | Egypte2                        | 156  | 209    | 255   | 620    |
| 8      | Tunesië                        | 89   | 101    | 159   | 349    |
| 9      | Algerije                       | 86   | 76     | 131   | 293    |
| 10     | Marokko                        | 72   | 90     | 116   | 278    |
| 11     | Kroatië                        | 57   | 69     | 79    | 205    |
| 12     | Slovenië                       | 55   | 64     | 99    | 218    |
| 13     | Servië                         | 46   | 42     | 44    | 132    |
| 14     | Syrië                          | 32   | 42     | 76    | 150    |
| 15     | Verenigde Arabische Republiek2 | 23   | 21     | 30    | 74     |
| 16     | Cyprus                         | 15   | 16     | 19    | 50     |
| 17     | Albanië                        | 11   | 19     | 18    | 48     |
| 18     | Libanon                        | 10   | 23     | 42    | 75     |
| 19     | Portugal                       | 10   | 18     | 21    | 49     |
| 20     | Servië en Montenegro           | 8    | 9      | 14    | 31     |
| 21     | Bosnië en Herzegovina          | 6    | 8      | 25    | 29     |
| 22     | Kosovo                         | 6    | 1      | 3     | 10     |
| 23     | San Marino                     | 5    | 10     | 8     | 23     |
| 24     | Montenegro                     | 4    | 9      | 10    | 23     |
| 25     | Noord-Macedonië                | 3    | 2      | 9     | 14     |
| 26     | Libië                          | 2    | 1      | 14    | 17     |
| 27     | Malta                          | 1    | 4      | 4     | 9      |
| 28     | Monaco                         | 1    | 3      | 1     | 5      |
| Totaal | Totaal                         | 3168 | 3160   | 3614  | 9942   |

1: de medailles gewonnen door de Federale Republiek Joegoslavië in 1997 en 2001 werden in de eeuwige medaillestand toegekend aan de Socialistische Federale Republiek Joegoslavië, dat van 1951 tot en met 1991 deelnam aan de Middellandse Zeespelen.

2: de Verenigde Arabische Republiek werd de facto in 1961 opgeheven toen Syrië eruit stapte en Egypte als enige overbleef. Het land besloot echter de naam Verenigde Arabische Republiek te blijven aanhouden tot 1970. Desalniettemin worden de medailles die de Verenigde Arabische Republiek in 1963 won tegenwoordig in de eeuwige medaillestand toegekend aan Egypte.